# Lipsothrix pluto
Lipsothrix pluto är en tvåvingeart som beskrevs av Alexander 1929. Lipsothrix pluto ingår i släktet Lipsothrix och familjen småharkrankar.
Artens utbredningsområde är Taiwan. Inga underarter finns listade i Catalogue of Life.